# Competència distintiva
Una competència distintiva, també anomenada competència bàsica, competència essencial, o competència clau o també "Gir del negoci" i coneguda en anglès per Core Business o Core Competent, es refereix en gestió empresarial, a aquella activitat capaç de generar valor i que resulta necessària per establir un avantatge competitiu beneficiós per a l'organització.
Les competències distintives es determinen mitjançant anàlisis de la cadena de valor, que permeten conèixer quines activitats són necessàries per satisfer els clients, els seus costos i els seus rendiments corresponents.
L'atribució d'una competència bàsica no es fonamenta solament a disposar d'una tecnologia adequada o unes habilitats de producció, elements que tots dos poden ser adquirits o comprats a un tercer, sinó també i principalment, en el grau de coneixement i aprenentatge de l'organització per conèixer i manejar aquesta tecnologia i coordinar tals habilitats.
La definició de cada core business és una de les fases fonamentals que permeten a una organització decidir-se per la subcontractació, outsourcing o externalització estratègica d'algunes de les seves activitats.